# Алільне перегрупування
Алільне перегрупування (англ. allylic rearrangement):
- 1. Перегрупування алільних сполук, що полягає в міграції протона (прототропне алільне перегрупування) або аніоноїдних атомів чи груп, таких як HO–, Hlg– (аніонотропне алільне перегрупування).

Ar`CH2CH=CHAr —B– → Ar`CH=CHCH2Ar
- 2. Перманентна швидка внутрімолекулярна 1,3-міграція атома бору й подвійного зв'язку в триалілборані та його гомологах.

CH2=CH–CH2–BR2 R2B–CH2–CH=CH2